# Patraski zaljev
Patraski zaljev (grčki: Πατραϊκός Κόλπος)  nalazi se u Jonskom moru u Grčkoj.  Istočna granica zaljeva je Korintski zaljev na kojeg se nastavlja Patraski zaljev se od rta Rio i grada Antirio pored novog mosta Rio-Antirio.  Sa zapada granica zaljeva je otok Oxeia i rt Araxos, odatle počinje otvoreno more.  Patraski zaljev dug je 40–50 km i širok 10–20 km, ukupna površina 
zaljeva je oko 350–400 km².  Zaljev je dobio ime po gradu Patras koji leži jugoistočnom dijelu zaljeva, najvećem i najznačajnijem gradu s najvećom lukom. Veći grad u zaljevu je i Mesolongi. 
- Pomorska Bitka kod Patrasa 1772. godine između ruske i osmanske flote vođena je u vodama zaljeva kod grada Patrasa.

## Rijeke i potoci
U Patraski zaljev uviru sljedeće rijeke i potoci:
- - Ahelos
  - Evinos
  - Luros
  - potoci
  - rijeka Glafkos (izvire s planine Panahaiko južno od Patrasa)
  - potok kod grada Agija

## Vanjske poveznice
- Patraski zaljev iz svemira  Arhivirana inačica izvorne stranice od 17. srpnja 2012. (Wayback Machine)
- Satelitske snimke istočnog Egeja i Patraskog zaljeva